# نينا كارتر
نينا كارتر (بالإنجليزية: Nina Carter)‏ هي مغنية وعارضة بريطانية، ولدت في 4 أكتوبر 1952 في سوليهل في المملكة المتحدة.

## وصلات خارجية
- نينا كارتر على موقع IMDb (الإنجليزية)
- نينا كارتر على موقع ميوزك برينز (الإنجليزية)
- نينا كارتر على موقع ديسكوغز (الإنجليزية)